# モン＝サンテニャン
モン＝サンテニャン （Mont-Saint-Aignan）は、フランス、ノルマンディー地域圏、セーヌ＝マリティーム県のコミューン。

## 地理
ルーアン近郊にあり、ルーアンを見下ろす丘の上にある。面積内の多くを大学が占め、フランスで最も学生の割合が高いコミューンである。

## 交通
2002年よりルーアン東西交通（TEOR）が運営するトラム路線T1が通じている。ルーアン中心部より大学キャンパスまでラッシュ時に4分に1本のトラムが運行する。

## 歴史
19世紀、古くよりあった2つの教区、サンテニャン（12世紀にラテン語でSanctum Anianumと記された。教区の守護聖人であったオルレアン司教エニャンに由来する）とモントー＝マラド（Mont-aux-Malades。1251年頃にMonte Infirmorumと伝えられた。12世紀につくられた病院の名に由来）が統合され、コミューンが誕生した。1119年、修道院の定期的な規範のもとでハンセン病病院が設置され、モン＝デ＝ルプルー（Mont-des-Lépreux）またはモン＝デ＝マラド（Mont-des-Malades）の地名で呼ばれるようになった。修道院は1562年にユグノーによって破壊された。

## 教育
- フランス国立工芸院研修センター
- ルーアン工科大学研究所（fr、ルーアン大学に属す）
- エコール・シュペリウール・ド・コマース・ド・ルーアン（fr、ルーアン・ビジネススクールに属す）

## 出身者
- ジェローム・ピノー
- モハメド・シソッコ

## 姉妹都市
- バルジングハウゼン、ドイツ
- イーデンブリッジ、イギリス
- オシツァ・デ・スス、ルーマニア
- ブジェク・ドルニ、ポーランド
- ルウコ、ブルキナファソ